# Amr Warda
Amr Warda (Alejandría, 17 de septiembre de 1993) es un futbolista egipcio que juega como centrocampista en el Atromitos de Atenas de la Superliga de Grecia.

## Trayectoria
Se formó en el Al-Ahly de su país. En el verano de 2013 estuvo a prueba en el Sevilla Atlético con el que disputó incluso un partido.
Llegó al Panetolikos de Grecia desde el Ahly en el verano de 2015, y su aventura en Grecia con varios equipos sigue siendo su única experiencia en el extranjero.
Tras su salida del Raja Casablanca, en un mes llegó a fichar por tres equipos. Iba a jugar en el Doxa Katokopias, pero al parecer no pudo viajar a Chipre por problemas con su visado. Posteriormente se debía incorporar al Esteghlal F. C., llegó a firmar contrato según el presidente del club, pero acabó fichando por el Pharco F. C. de su país.

## Selección nacional
Ha sido internacional con la selección de fútbol de Egipto sub-20, sub-23 y absoluta. El seleccionador egipcio Héctor Cúper anunció que Warda, que había sido muy poco utilizado por el entrenador argentino en la selección egipcia, formaría parte de su plantilla de la Copa Africana de Naciones 2017.
En junio de 2019 fue expulsado indefinidamente por la Federación de Fútbol de Egipto por supuestos acosos a varias mujeres.

## Clubes
| Club                         | País      | Año       |
| ---------------------------- | --------- | --------- |
| Al-Ahly                      | Egipto    | 2013-2015 |
| Alexandrian Union (cedido)   | Egipto    | 2015      |
| Panetolikos                  | Grecia    | 2015-2017 |
| PAOK de Salónica F. C.       | Grecia    | 2017-2020 |
| Atromitos de Atenas (cedido) | Grecia    | 2017-2018 |
| Atromitos de Atenas (cedido) | Grecia    | 2019      |
| AE Larissa (cedido)          | Grecia    | 2019-2020 |
| Volos N. F. C.               | Grecia    | 2020-2021 |
| PAOK de Salónica F. C.       | Grecia    | 2021      |
| Anorthosis Famagusta         | Chipre    | 2021-2022 |
| Apollon Limassol             | Chipre    | 2023      |
| Raja Casablanca              | Marruecos | 2023      |
| Pharco F. C.                 | Egipto    | 2023      |
| Panserraikos                 | Grecia    | 2024      |
| Atromitos de Atenas          | Grecia    | 2024-     |

## Palmarés

### Campeonatos nacionales
| Título         | Club                   | País   | Año  |
| -------------- | ---------------------- | ------ | ---- |
| Copa de Grecia | PAOK de Salónica F. C. | Grecia | 2021 |